# Ołeh Kołesow
Ołeh Anatolijowycz Kołesow (ukr. Олег Анатолійович Колесов, ros. Олег Анатольевич Колесов, Oleg Anatoljewicz Kolesow; ur. 15 lutego 1969 w Dniepropietrowsku) – ukraiński piłkarz, grający na pozycji bramkarza, trener piłkarski.

## Kariera piłkarska

### Kariera klubowa
Wychowanek szkółki piłkarskiej Dnipro-75 Dniepropetrowsk. Jako 16-latek rozpoczął karierę piłkarską w drużynie rezerw Dnipra Dniepropetrowsk, skąd przeszedł do Szachtara Pawłohrad, aby mieć więcej praktyki. W 1989 odbywał służbę wojskową w SKA Odessa, po czym wrócił do Szachtara. Na początku 1992 został zaproszony przez trenera Anatolija Zajajewa do Tawrii Symferopol. 7 marca 1992 roku debiutował w Wyszczej Lidze w meczu z Torpedem Zaporoże (2:0). Latem 1993 opuścił krymski klub i przeniósł się do Tempa Szepietówka. Potem występował w klubach Torpedo Zaporoże, Metałurh Zaporoże, Metalist Charków, Polissia Żytomierz, SK Mikołajów i Worskła Połtawa. W wieku 34 lat zakończył karierę piłkarską w klubie Stal Dnieprodzierżyńsk.

## Kariera trenerska
Po zakończeniu kariery piłkarskiej rozpoczął pracę trenerską w klubie Tawrija Symferopol na stanowisku trenera bramkarzy.

## Sukcesy i odznaczenia

### Sukcesy klubowe
- mistrz Ukrainy: 1992

### Odznaczenia
- nagrodzony tytułem Mistrza Sportu Ukrainy: 1992